# Call It Stormy Monday (But Tuesday Is Just as Bad)
Call It Stormy Monday (But Tuesday Is Just as Bad) är en sång skriven av Aaron Thibeaux "T-Bone" Walker, och inspelad av honom 1947. Sången blandas ofta ihop med Stormy Monday Blues.

### Fotnoter
1. ↑  Joakim Tegblom. ”Låtar du trodde var svenska”. Arkiverad från originalet den 26 oktober 2013. https://web.archive.org/web/20131026075436/http://gotiskaklubben.wordpress.com/2013/09/22/latar-du-trodde-var-svenska/. Läst 19 juni 2014.